# Gustav Lund
Gustav Lund, nato Peter Marcus Gustav Lund (Copenaghen, 27 luglio 1853 – 1948), è stato un attore e regista danese attivo nel cinema nei primi anni del Novecento, nel periodo che va dal 1906 al 1910.
Fu uno dei pionieri della danese Nordisk Film, una delle prime case di produzione al mondo, fondata nel 1906. Oltre che lavorare per il cinema, Lund era un attore di varietà. Fu proprio su un palcoscenico teatrale, a Thisted nel 1948, che Lund si sentì male. Trasportato in ospedale, morì quella stessa notte.

## Filmografia
La filmografia è basata su IMDb.

### Attore
- Den sorte maske
- Fiskerliv i Norden, regia di Viggo Larsen - cortometraggio (1906)
- Sømandsliv
- Ridderen af Randers Bro
- Lykkens Galoscher
- Haanden
- Feens Rose
- En Opstandelse
- Tantes Fødselsdag
- Den hvide slavinde, regia di Viggo Larsen - cortometraggio (1907)
- Mekanisk Statue
- Et Drama fra Riddertiden
- Vikingeblod, regia di Viggo Larsen - cortometraggio (1907)
- Der var engang, regia di Gustav Lund e di Viggo Larsen - cortometraggio (1907)
- Flugten fra seraillet
- Skipperens Datter
- Kameliadamen, regia di Viggo Larsen - cortometraggio (1907)
- En moderne Søhelt, regia di Viggo Larsen - cortometraggio (1907)
- Æren tabt alt tabt, regia di Viggo Larsen - cortometraggio (1907)
- Angelo, Tyran fra Padua, regia di Viggo Larsen - cortometraggio (1907)
- Hjortens Flugt
- Fyrtøjet, regia di Viggo Larsen - cortometraggio (1907)
- Vildmanden
- Pierrot og Pierette
- Natten før Christians Fødselsdag, regia di Viggo Larsen - cortometraggio (1908)
- Kaliffens Æventyr, regia di Viggo Larsen - cortometraggio (1908)
- Hans og Trine
- Dansen paa Koldinghus
- Jeppe paa bjerget
- Feltherrens Hævn
- Rosen
- Svend Dyrings hus
- Den falske Generaldirektør
- Sherlock Holmes i Livsfare
- Alene i Verden
- Barn i kirke, regia di Viggo Larsen - cortometraggio (1908)
- Paul Wangs skæbne
- Capriciosa
- Helvedes Datter
- En kvinde af folket
- Droske 519
- Grevinde X
- Hævnen, regia di Albert Gnutzmann - cortometraggio (1909)
- Den graa dame
- Barnet
- Den store Gevinst
- To Tjenestepiger
- Medbejlerens Hævn
- Kunstnerlykke
- Fugleskræmslet - cortometraggio (1910)
- En Bortførelse
- De to Medbejlere
- Magdalene, regia di Holger Rasmussen - cortometraggio (1910)
- Kean, regia di Holger Rasmussen - cortometraggio (1910)
- Krybskyttens søn
- Christian d. 4. og Forrædderen

### Regista
- Der var engang, co-regia di Viggo Larsen - cortometraggio (1907)
- Se Norge  (1929)

### Sceneggiatore
- Dobbeltgængeren - cortometraggio (1913)